# Guerre des investitures de Metz et Trèves
Pour les articles homonymes, voir siège de Metz.
Guerres féodales en Lorraine
Batailles
Sièges de Metz de 1009 à 1013
La guerre des investitures de Metz et Trèves opposa, de 1008 à 1013, l'empereur Henri II et le duc de Haute-Lotharingie Thierry Ier, à l'évêque de Metz Thierry II et à son frère Adalberon de Luxembourg, archevêque contesté de Trèves. Les troupes impériales et ducales assiégèrent en vain, à deux reprises, la cité messine.

## Contexte historique
Du XIe siècle au XVe siècle, la Lorraine est le théâtre d’affrontements incessants entre les seigneurs du Saint-Empire romain germanique et leurs voisins. Le duc de Lorraine, les comtes de Bar, de Luxembourg, de Deux-Ponts, de Vaudémont, l’archevêque de Trèves, les évêques de Metz,  de Toul et  de Verdun, s’allient ou s’opposent au gré des circonstances, dans un monde fortement marqué par la féodalité.

## Germes du conflit
À la mort d'Adalbéron II de Metz, en 1005, Thierry de Luxembourg fut nommé tuteur de son petit-cousin Adalbéron de Lorraine († 1006), élu à Metz, et administrateur du diocèse de Metz. L’évêché messin étant riche, il était évidemment convoité. À la faveur d'un soulèvement populaire, Thierry chasse le jeune Adalbéron du siège épiscopal dans des circonstances troubles, et se fait proclamer évêque de Metz, sans le consentement royal d'Henri II. Sigebert de Gembloux, polémiste et chroniqueur gibelin, n'hésite pas à qualifier Thierry de Luxembourg d' « usurpateur », comme le furent plus tard Walon et Brunon, insinuant qu'il aurait purement et simplement fait éliminer le fils du duc Thierry Ier. Fondamentalement, ces troubles étaient directement liés aux luttes partisanes pour la suprématie en Haute-Lotharingie, entre la maison ducale de Lorraine et la maison de Luxembourg. 
Lorsque la famille du comte de Luxembourg tenta de prendre pied dans l'archevêché de Trèves en 1008, en contournant de nouveau le pouvoir royal, par la candidature spontanée d'Adalbéron de Luxembourg au siège épiscopal, cela entraîna un conflit ouvert avec l'empereur Henri II, qui souhaitait y placer Mégingaud, un clerc de sa cour. Thierry II soutint l'investiture de son frère Adalbéron, les deux prélats se dressant publiquement contre l'empereur. L'empereur Henri II dévasta alors, avec ses troupes et celle du duc de Haute-Lorraine, le diocèse de Metz et assiégea la cité messine à deux reprises.

## Sièges de Metz
La cité messine est assiégée en vain une première fois entre 1009 et 1011 par les troupes ducales. Au cours des combats, l'évêque de Metz et ses troupes capturent son cousin, le duc de Lorraine. Au Xe siècle et au XIe siècle, les évêques du Saint-Empire, d'origine noble, pouvaient - et parfois devaient - prendre la tête de leurs troupes, constituées de vassaux et de ministériaux, et combattre, comme n'importe quels autres seigneurs laïcs. Pour mettre fin à ce qu'il considère comme un abus de pouvoir, l'empereur Henri II assiège de nouveau la cité épiscopale, entre 1012 et 1013. Si le pays messin est ravagé, la cité messine n'est pas prise. Henri II ne parvient ni à prendre la cité, ni à soumettre les deux clercs, réfractaires à son autorité.

## Issue du conflit
En réponse à la menace d'excommunication émise par l'épiscopat allemand, lors du synode de Coblence de 1012, l’évêque Thierry céda et se rapprocha de l'empereur à partir de 1014, date du mariage de sa sœur Cunégonde. L'empereur se montra généreux avec son nouveau beau-frère, augmentant même les droits attachés au temporel de l’évêché messin, notamment entre la Seille et la Nied allemande. La réconciliation finale eut lieu en 1018 à l'occasion de la réintégration du second frère de Thierry, Henri, comme duc de Bavière. 
En revanche, la lutte avec la maison de Lorraine se poursuivit pendant plusieurs décennies sous différentes formes. Ainsi, lors de l'élection du roi de Germanie du 8 septembre 1024, Thierry II soutint la candidature de Conrad II le Salique, qui fut couronné, tandis que ses adversaires lorrains soutinrent Conrad le Jeune, débouté, ce qui renforça encore l'influence de l'évêque Thierry à la cour royale.

## Conséquences
Si Adalberon de Luxembourg ne retrouva pas son siège à Trèves, l'évêque Thierry II se trouva donc conforté dans sa fonction. La puissance de l'évêché messin se trouva ainsi renforcée localement, au détriment du pouvoir ducal, donnant corps à une véritable principauté épiscopale. Ce conflit, concernant l'investiture des évêques dans les évêchés de Metz et de Trèves, annonce la querelle des Investitures, qui opposera plus tard la papauté et le Saint-Empire romain germanique. Le pouvoir de l'évêque sur la cité messine et le pays messin ne fut remis en question qu'en 1231, lors de la Guerre des Amis.